# Lophostemon suaveolens
Lophostemon suaveolens är en myrtenväxtart som först beskrevs av Daniel Carl Solander och Joseph Gaertner, och fick sitt nu gällande namn av Peter G.Wilson och John Teast Waterhouse. Lophostemon suaveolens ingår i släktet Lophostemon och familjen myrtenväxter. Inga underarter finns listade i Catalogue of Life.

## Bildgalleri

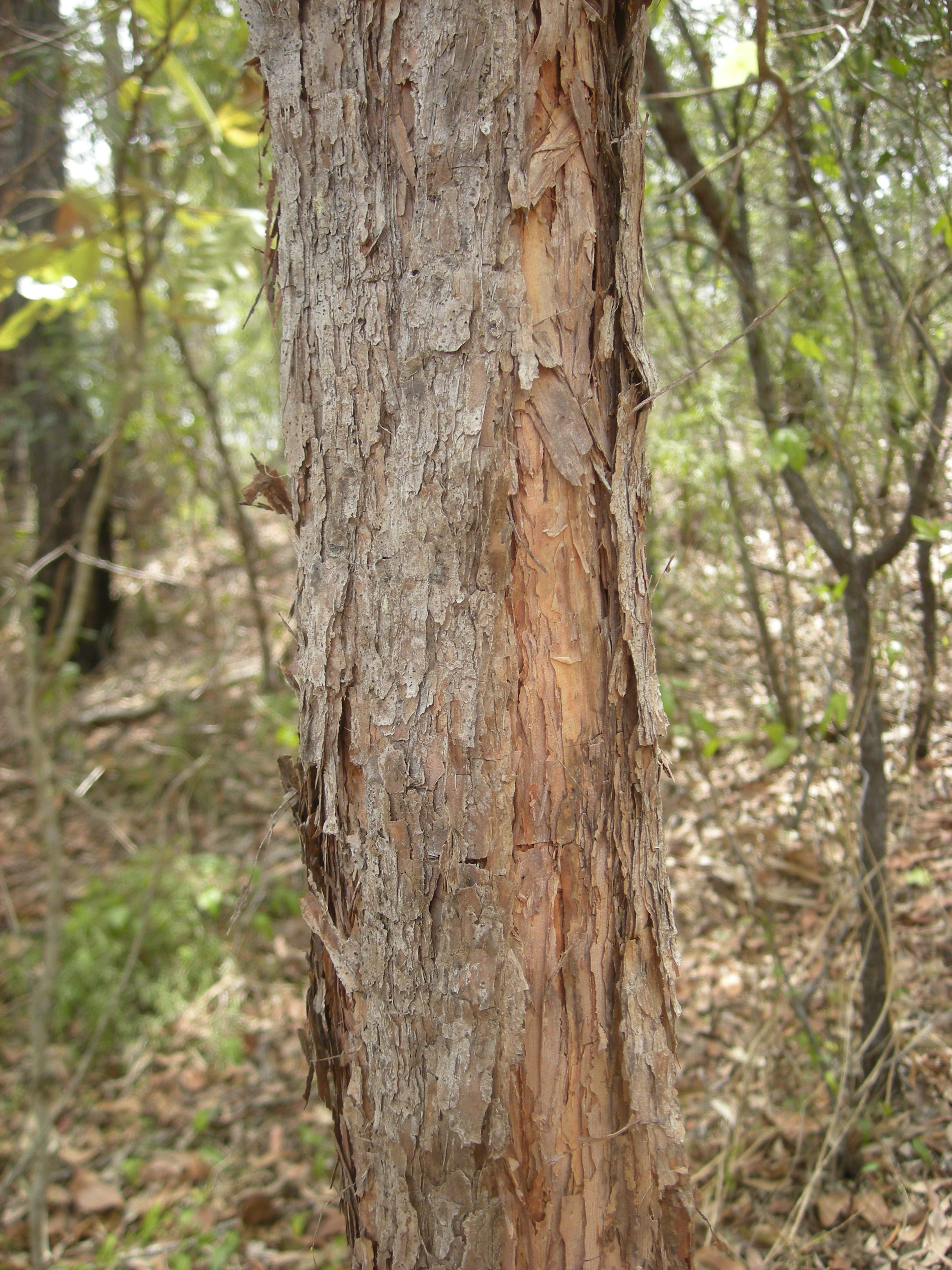
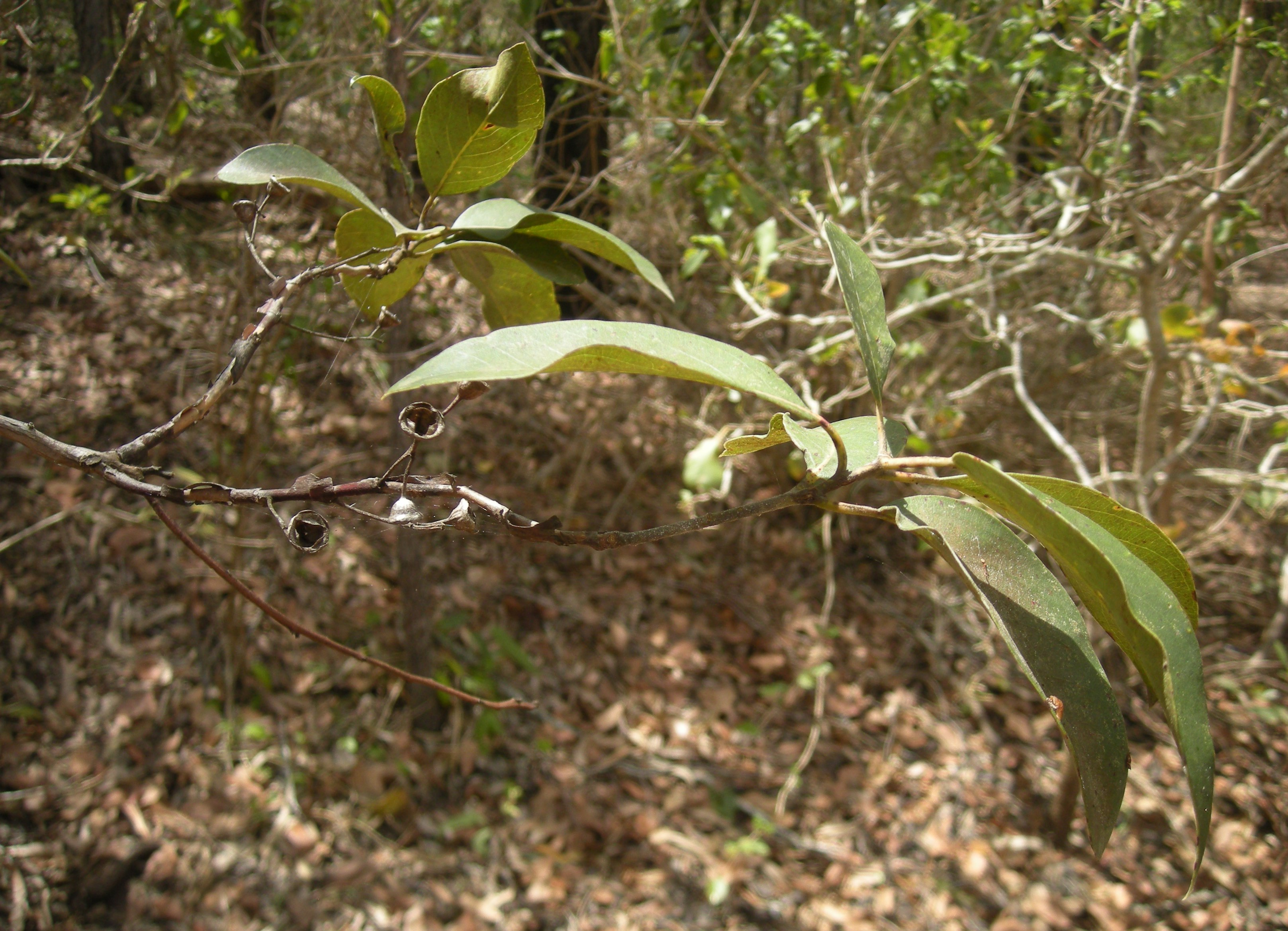
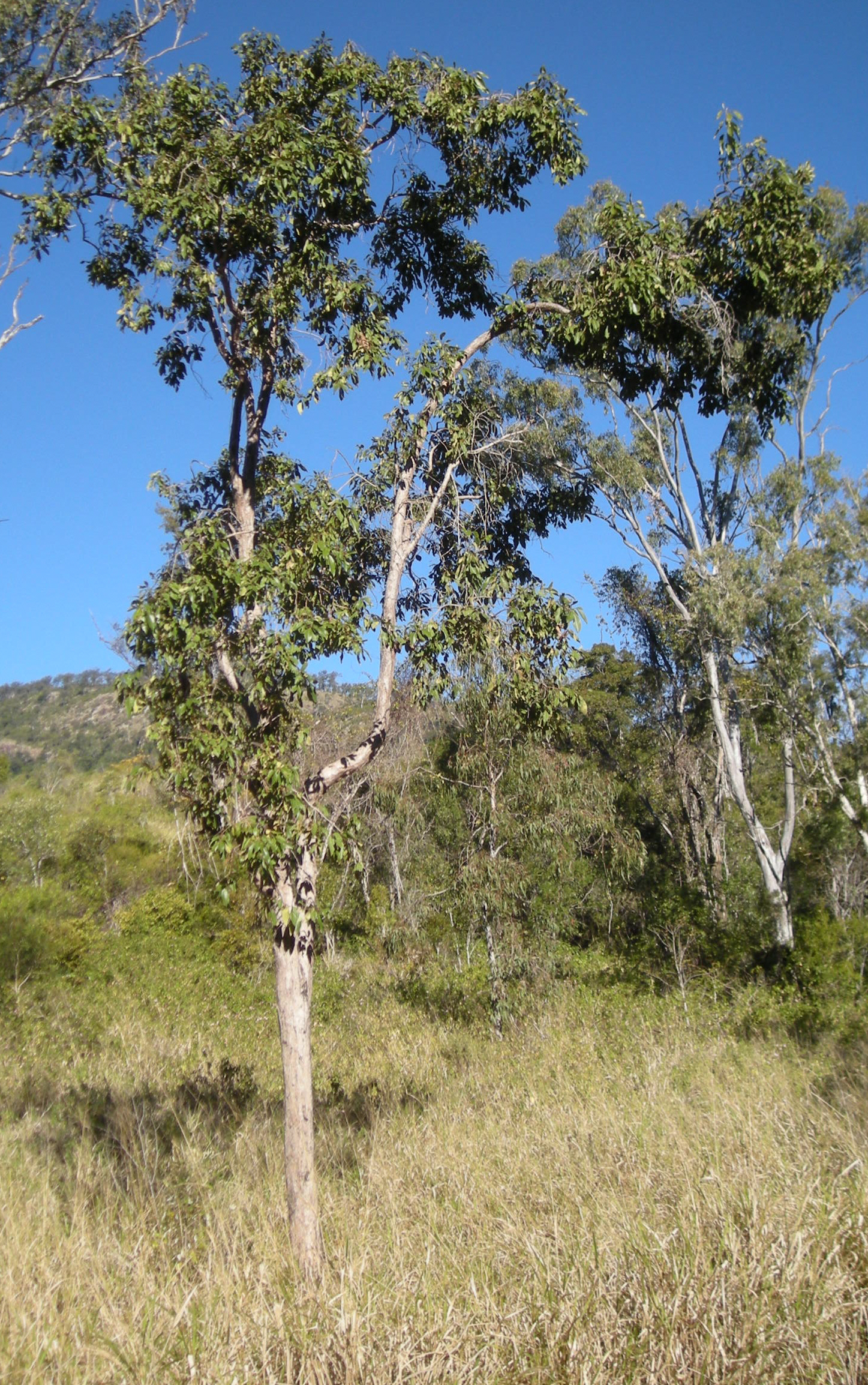
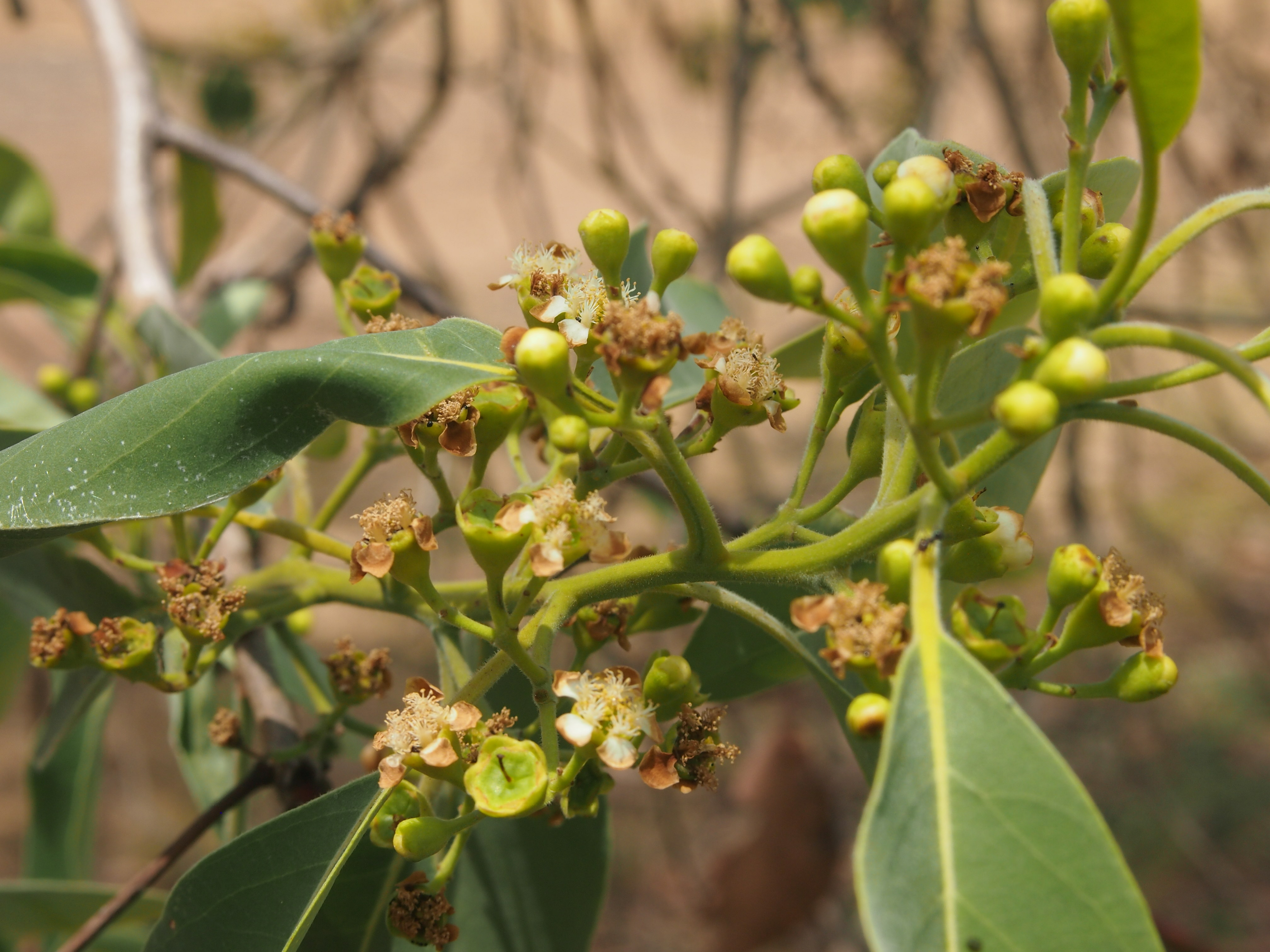